# Sherwood Applied Business Security Architecture
SABSA (Sherwood Applied Business Security Architecture) jest metodyką wykorzystywaną przez wiele organizacji na świecie do opracowania architektury bezpieczeństwa, w szczególności dla administracji publicznej.
Metodyka SABSA prezentuje biznesowe podejście do kwestii bezpieczeństwa w organizacji. Wykorzystana jest do kompleksowego zarządzania usługami i architekturą bezpieczeństwa. W spójny sposób pozwala wykorzystać powszechnie znane standardy jako składniki architektury, które wspólnie tworzą kompleksowy model, oparty na wymaganiach biznesowych.
Metodyka SABSA powstała niezależnie od siatki Zachmana jest jednak z nią spójna. SABSA koncentruje się na architekturze bezpieczeństwa, podczas gdy siatka Zachmana opisuje całościową architekturę korporacyjną. 

Model SABSA opiera się na sześciu warstwach:
- kontekstowej
- koncepcyjnej
- logicznej
- fizycznej
- komponentowej
- operacyjnej

Każda warstwa reprezentuje punkt widzenia graczy uczestniczących w procesie opracowania systemu bezpieczeństwa. Warstwa kontekstowa zawiera wymagania biznesowe, z których wynika rola oraz umiejscowienie bezpieczeństwa w organizacji. Każda następna warstwa stanowi uszczegółowienie poprzedniej warstwy rozpoczynając od określenia wysokopoziomowej Strategii Bezpieczeństwa poprzez Politykę Bezpieczeństwa, mechanizmy bezpieczeństwa, infrastrukturę aż po wykorzystywane narzędzia i protokoły. Warstwą operacyjna przecina pozostałe pięć warstw i opisuje bezpieczeństwo w codziennym funkcjonowaniu organizacji.
SABSA jest szczególnym przykładem metodyki, która może być wykorzystywana dla środowiska Informatyki (IT - Information Technology), jak również dla środowiska Automatyki Przemysłowej (OT - Operational Technology).